# سعاد محاسن (مغنية تونسية)
سعاد محاسن (10 أكتوبر 1952 - 29 أبريل 2023) هي مغنية وممثلة تونسية. لمع اسمها منذ السّبعينات عندما غنّت الأغاني التّراثيّة، لها تجارب في المسرح والغناء والرّقص.
شاركت أول مسرحية لها مسرحية «الجمل ضحك ضحكة» التحقت بفرقة بلدية تونس للتمثيل وقضيت فيها سنتين. ومن أبرز الأعمال كان (الزير سالم) الذي جسدت فيه دور الملكة. 

## أعمالها

### الغنائيّة
- ريم الفيالة
- حنة قولي لباباي
- خليني واش عندك فيا
- سيدي عمر
- فزتي عالبنات
- جيبولي خالي
- مرض الهوى
- يا طير الحمام تغني
- طالوا الأيام
- يا لالي
- قوللي علاش
- سافر خلى دموعي
- مهري دينار لالشاذلي أنور
- قرقب
- تك تك دورو قليبات
- ياللي تشري المدنية
- أنا عصفورة
- وين ماشية باش تطير
- كيف قلبي يعمل بم
- شنوة ذنبي آنا شنوة للشاذلي أنور
- داني داني لالهادي الجويني

### السينمائية
- 2009 : المشروع لمحمد علي النهدي وعادل ولهازي، (ضيفة شرف).

### التّلفزيّة
- ؟ : مسلسل خالتي كموشة لفاطمة اسكندراني ومحمد ماضي بدور علجية.
- 1999 : مسلسل عنبر الليل لالحبيب المسلماني بدور زهرة.

### المسرحية
- ؟ : الجمل ضحك ضحكة لالبشير الرحال.
- 1968 : الهاني بودربالة لالمنصف السويسي ومحمد الحاج سليمان.
- 2011 : نجوم الليل (الموسم 3) لالمهدي نصرة وسوسن الجمني.